# Srđan Blagojević
Srđan Blagojević (in serbo Срђан Благојевић?; Belgrado, 6 giugno 1973) è un allenatore di calcio serbo, tecnico del Partizan.